# 仲原聖子
仲原 聖子（なかはら せいこ、1992年8月29日–）は、日本のタレント、女優。沖縄県出身、東京都在住。劇団VAINGEM主宰、演出、演者。
特技は体育、水泳、ヒップホップダンス。

## 舞台
- BRAIN WASH〜頭の中が騒ぐのさ〜（2003年8月） - ライト 役
- 飛行機雲よ、虹になれ!（2004年6月） - 内田はる 役
- TSUTOMU（2004年12月） - ひかる 役
- トウキョウラヂヲ（2005年8月） - 辻松代 役
- コンソールボーイズアンドガールズ（2005年12月） [2]
- DEAR LINE（2006年8月） - ネロ 役 [2]
- 気分はスィートルーム〜カミングアウト〜（2006年12月） - 真衣 役 [2]
- 夏色グラフティー（2008年8月）  - はずき 役
- 王将—坂田三吉の生涯（2009年3月–4月）[3] -  少女時代の玉江 役
- ポンポン島（2010年11月） - ポニー 役
- 湯けむり温泉「花の宿」（2012年3月）
- 東京俳優市場2012冬「池袋レインボウズ～2012冬～」（2012年11月） - 灰原 役[4]
- Chess Doll「VAINGEM'ｓ旗揚げ公演」（2014年4月）[5]

## CM
- スクールIE 専属講師篇 （2007年2月21日–2008年）[2]

## 映画
- 青い鳥（2008年） - 林麻子 役

## テレビ番組
- 土曜プレミアム「千の風になって」ドラマスペシャル「なでしこ隊 〜秘密基地・知覧 少女だけが見た“特攻”…封印された23日間〜」（フジテレビ）[6] 千葉シゲ子役 （2008年9月20日）
- 「土曜スペシャル ～千の風になってドラマスペシャルなでしこ隊～少女達だけが見た“特攻隊”封印された23日間～（再）～」（2009年9月12日）[7]

## VP
- のぞいてみよう〜放射線科の仕事〜

## Live
- PASSION LIVE Vol．3 （2006年4月28日）
- 宝映　MUSIC ARTIST Vol、1（2012年5月19日）[8]

## 楽曲
- 「ボクの気持ち」（作詞・作曲・演奏、2012年12月）[9][10][11]